# Colombé-la-Fosse
 Colombé-la-Fosse  là một xã ở tỉnh Aube, thuộc vùng Grand Est ở phía bắc miền trung nước Pháp.